# 1230 dans les croisades
Cette page regroupe les évènements concernant les Croisades qui sont survenus en 1230 :
- mai : Jean d'Ibelin et les barons du royaume de Chypre prennent la forteresse de Dieudamour sur Chypre, tenue par les partisans impériaux. Ils reprennent le pouvoir dans le royaume[1].